# Wetenschapssector
De wetenschapssector wordt gebruikt als aanduiding voor het geheel van de bedrijvigheid op het gebied van de wetenschap. Men spreekt in dit kader ook wel van de onderwijs- en wetenschapssector en soms van de cultuur- en wetenschapssector. In toenemende mate wordt de economische betekenis van deze sector onderkend.  

## Algemeen
De wetenschapssector wordt door de overheid nog vaak gezien als een verlengstuk van de universiteit en vergelijkbare instanties, waarbij de wetenschap wordt verdeeld in eerste, tweede en derde geldstroom onderzoek. De eerste geldstroom komt van de rijksoverheid en gaat direct naar universiteiten. De tweede geldstroom komt ook direct van de rijksoverheid maar wordt pas na een zware kwaliteitstoets verdeeld door instanties als de Nederlandse Organisatie voor Wetenschappelijk Onderzoek (NWO), de Koninklijke Nederlandse Akademie van Wetenschappen (KNAW) en vergelijkbare Europese onderzoeksfinanciers. De derde geldstroom staat voor contractonderzoek, betaald door bijvoorbeeld lagere overheden of de industrie. Een deel van de wetenschapssector valt overigens binnen de overheid of de industrie zelf zoals instituten als het KNMI, Rijkswaterstaat en grote industriële laboratoria bij bijvoorbeeld Shell en Unilever.    
De wetenschapssector is ook te zien als de verzameling van laboratoria, onderzoeksinstituten, onderzoeksscholen, uitgeverijen, bibliotheken en onderwijsinstellingen, en wetenschappelijke instituties van de overheid,  zelfstandige bestuursorganen, belangenorganisaties, de industrie en andere organisaties. 

## Het belang van wetenschap
Tegenwoordig beschouwt men een sterke wetenschapssector als van cruciaal belang voor een sterke en goede economie vanwege het kennisintensieve karakter hiervan. In Nederland werd in 2004 door de rijksoverheid zo'n 1.7% van het BBP uitgegeven aan wetenschap. Men streeft ernaar dit in 2010 te verhogen tot 3.0%.